# Beef Island

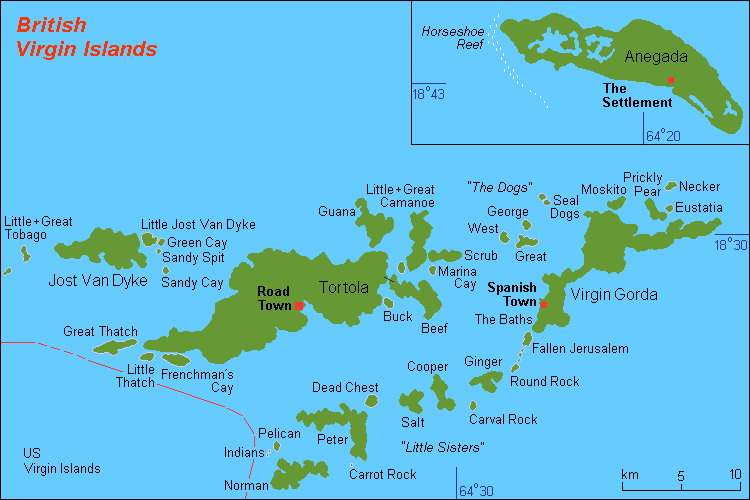
Brittiska Jungfruöarna

Beef Island (engelska Beef Island) är en ö i ögruppen Brittiska Jungfruöarna i Västindien som tillhör Storbritannien.

## Geografi
Beef Island ligger i Karibiska havet ca 1 km öster om huvudön Tortola.
Ön är en korallö och har en areal om ca 2 km² med en längd på ca 2,5 km och ca 0,5 km bred. Den högsta höjden är på endast några m ö.h.
Befolkningen uppgår till ca 150 invånare där de flesta bor vid viken Trellis Bay på öns mellersta del på den norra sidan.
Öns flygplats Terrance B. Lettsome International Airport (flygplatskod "EIS") är ögruppens huvudflygplats och ligger väster om Trellis Bay, ön har även en broförbindelse, den ca 70 m långa Queen Elizabeth II Bridge, med Tortola.

## Historia
Beef Island upptäcktes 1493 av Christofer Columbus under sin andra resa till Nya världen.
1672 införlivades ön i den brittiska kolonin Antigua.
1773 blev ön tillsammans med övriga öar till det egna området Brittiska Jungfruöarna.
Idag är turism öns största inkomstkälla.